# 吳泰 (成化甲辰進士)
吳泰，福建云霄人，明朝政治人物，同進士出身。
成化二十年（1484年）甲辰科進士，未仕先卒。有兄吳原、吳震同登進士。